# Fallet Ipcress
Fallet Ipcress (engelska: The Ipcress File) är en brittisk spionfilm från 1965 i regi av Sidney J. Furie. Filmen baseras på Len Deightons roman med samma namn och är den första delen med Michael Caine i rollen som Harry Palmer. Den följs av Begravning i Berlin och Miljondollarhjärnan.
1999 placerade British Film Institute filmen på 59:e plats på sin lista över de 100 bästa brittiska filmerna genom tiderna.

## Rollista i urval
- Michael Caine - Harry Palmer
- Guy Doleman - Överste Ross
- Nigel Green - Major Dalby
- Sue Lloyd - Jean Courtney
- Gordon Jackson - Jock Carswell
- Aubrey Richards - Dr. Radcliffe
- Frank Gatliff - Eric Grantby
- Thomas Baptiste - Barney